# Gary Chapman
Gary Demonte Chapman (* 10. ledna 1938) je americký manželský poradce a autor knih o vztazích – nejznámější z nich je série Pět jazyků lásky. Je ředitelem poradenské organizace Marriage and Family Life Consultants, Inc., a řečníkem.

## Život a kariéra
Gary Chapman vystudoval antropologii na Wheaton College a Wake Forest University, odkud si odnesl bakalářský (B.A.) a magisterský (M.A.) titul. Absolvoval také Moody Bible Institute a Southwestern Baptist Theological Seminary, kde dosáhl titulu Ph.D.
Od roku 1971 působí jako jeden z pastorů v Calvary Baptist Church ve městě Winston-Salem v Severní Karolíně, kde má na starosti především spirituální vyučování a péči o rodinu. Je mezinárodně uznáván jako biblický učitel a odborník na vztahy.
Nejvíce vešel ve známost pravděpodobně díky své myšlence pěti jazyků lásky, která lidem pomáhá vyjadřovat lásku různými způsoby a lépe vnímat, jak ji vyjadřují ostatní. Jeho pěti jazyky lásky jsou slova ujištění, pozornost, dary, skutky služby a fyzický kontakt. Chapman zastává názor, že přestože všech pět jazyků lásky běžně využíváme, má většina lidí nějaký primární jazyk lásky, ve kterém lásku nejčastěji vyjadřují, a v němž by ji také nejraději přijímali. Porozumění tomu, jakým jazykem lásky druhý člověk „mluví“, může pomoci zlepšit naše vztahy a manželství. Myšlenka pěti jazyků lásky je pro něj tak klíčová, že vydal další knihy, v nichž aplikuje pět jazyků lásky na různé užší oblasti: Pět jazyků omluvy, Děti a pět jazyků lásky, Pět jazyků ocenění v pracovních vztazích. Na téma pěti jazyků lásky má také pravidelné výstupy v celoamerickém rádiu.
První kniha, Pět jazyků lásky, byla vydána v roce 1992. V angličtině se jí prodalo přes 8 milionů výtisků, zařadila se mezi nejprodávanější knihy na Amazonu i v žebříčku New York Times, a byla přeložena do 49 jazyků. V češtině byla vydána v roce 2002 nakladatelstvím Návrat domů.
Kromě série o pěti jazycích lásky napsal Gary Chapman také další knihy o vztazích. V knize Láska jako životní styl nastiňuje sedm vlastností milujícího člověka. Pomocí testů, příběhů, a praktických nápadů pak ukazuje, jak lze tyto vlastnosti uplatnit v každodenním životě. Další kniha, Příběhy lásky, je sestavena ze skutečných příběhů, které Chapman vybral a okomentoval, a které mohou být posilou v úsilí o láskyplné vztahy.
Gary Chapman žije v dlouholetém manželství s Karolyn J. Chapman (nar. 1939), s níž má dvě dospělé děti, Dereka a Shelley. Žije v Severní Karolíně v USA.

## Knihy v češtině
- Pět jazyků lásky, 2002, Návrat domů, ISBN 80-7255-058-6. V originále The Five Love Languages: How to Express Heartfelt Commitment to Your Mate, překlad: Jana Bucková.
- Dospívající a pět jazyků lásky, 2003, Návrat domů, ISBN 80-7255-085-3. V originále Five love languages of teenagers, překlad: Zuzana Kempná.
- Pět jazyků lásky pro svobodné a osamělé, 2005, Návrat domů, ISBN 80-7255-113-2. V originále Five love languages for singles, překlad: Andrea Baštová.
- Pět znaků láskyplné rodiny, 2005, Návrat domů, ISBN 80-7255-123-X. V originále Five signs of a loving family, překlad: Zuzana Kempná.
- Manželství, po jakém jste vždycky toužili, 2005, Návrat domů, ISBN 80-7255-133-7. V originále Marriage you’ve always wanted, překlad: Zuzana Kempná.
- Čtyři období manželství, 2007, Návrat domů, ISBN 978-80-7255-161-3. V originále Four seasons of marriage, překlad: Radka Brahová.
- Gary Chapman, Jennifer Thomas: Pět jazyků omluvy, 2007, Návrat domů, ISBN 978-80-7255-172-9. V originále Five languages of apology, překlad: Dan Drápal.
- Hněv, 2009, Návrat domů, ISBN 978-80-7255-192-7. V originále Anger, překlad: Zuzana Kempná.
- Láska jako životní styl, 2009, Návrat domů, ISBN 978-80-7255-199-6. V originále Love as a way of life, překlad: Dan Drápal.
- Děti a pět jazyků lásky, 2010, Návrat domů, ISBN 978-80-7255-220-7. V originále Five love languages of children, překlad: Andrea Baštová.
- Příběhy lásky... které se skutečně staly, 2010, Návrat domů, ISBN 978-80-7255-238-2. V originále Love is a Verb, překlad: Dan Drápal.
- Kéž bych byl býval věděl ..., 2011, Návrat domů, ISBN 978-80-7255-258-0. V originále Things I wish I’d known before we got married, překlad: Dan Drápal.
- Gary Chapman, Paul E. White: Pět jazyků ocenění v pracovních vztazích, 2012, Návrat domů, ISBN 978-80-7255-277-1. V originále Five languages of appreciation in the workplace, překlad: Alena Švecová.